# Väinö Linna
Väinö Linna (Urjala, 1920. december 20. – Tampere, 1992. április 21.) finn író. Az 1954-ben megjelent Tuntematon sotilas (Az ismeretlen katona című regényével vált híressé, és hírnevét tovább szilárdította az 1959 és 1963 között megjelent Täällä Pohjantähden alla (A Sarkcsillag alatt) című trilógiával.

## Élete
Viktor (Vihtori) Linna (1874–1928) hentes és Johanna Maria (Maija) Linna (1888–1972) hetedik gyermekeként született Urjalában, Pirkanmaa régióban. Még csak hét éves volt, amikor apja meghalt, így anyja tartotta el az egész családot egy közeli majorságban dolgozva. A családi háttér ellenére Linna irodalmi érdeklődése korán megmutatkozott. Gyermekkorában kedvelte a kalandregényeket, amelyeket a helyi könyvtárból kölcsönzött. Tanulmányai csak hat évig tartottak az elemi iskolában, amelyet az 1930-as évek közepén végzett el. Ezután favágóként dolgozott, és kisegítő munkákat végzett abban a gazdaságban, ahol anyja is dolgozott. 1938-ban Tamperébe költözött és a Finlayson textilgyárban vállalt állást.
1940-ben besorozták a hadseregbe. Kitört a második világháború, és Linna részéről ez a folytatólagos háborúban való részvételt jelentette (1941–44). A keleti fronton harcolt osztagvezetői beosztásban, és feljegyzéseket készített megfigyeléseiről és tapasztalatairól. Már ekkor tudta, hogy írással fog foglalkozni. Mivel a jegyzetek kiadása nem sikerült, elégette őket. A visszautasítás ellenére nem adta fel azt az elgondolását, hogy a háborút a közönséges katonák szemszögéből ábrázolja; ez vezetett utóbb Az ismeretlen katona megírásához.
A háború után Linna megnősült, és a textilgyári munkája mellett írni kezdett. Közben mohón olvasott; tisztelte az olyan szerzőket, mint Schopenhauer, Dosztojevszkij és Nietzsche, és nagy hatással volt rá Erich Maria Remarque Nyugaton a helyzet változatlan című regénye. Első két regénye, a Päämäärä és Musta rakkaus nem arattak sikert, mint ahogy költeményei sem. Majd csak Az ismeretlen katona megjelenése 1954-ben hozta el számára a hírnevet. Abban a korban a társadalomnak nyilvánvalóan szüksége volt egy olyan könyvre, amely a háborút az átlagemberek szemszögéből tárgyalja. Egy évtizeddel a Szovjetunióval kötött béke után sok finn készen állt az emlékezésre, akár kritikus módon is, és Az ismeretlen katona teljességgel betöltötte ezt az igényt, mert szereplői vitathatatlanul sokkal változatosabbak, mégis hősiesebbek voltak, mint a korábbi finn háborús regényekéi. A mű, amely több tabut tört meg: leleplezte a hamis hősi pátoszt, és kritizálta a katonai vezetést, rövid idő alatt 300 000 példányban kelt el, több nyelvre lefordították, és számos kiadást ért meg. A kritikai fogadtatás keményebb volt. Finnország legnagyobb napilapjában, a Helsingin Sanomatban Toini Havu azt vetette Linna szemére, hogy nem a nagyobb társadalmi és etikai összefüggésben mutatta be szereplőit. A modernisták is lenézően kezelték a regényt. Tuomas Anhava ifjúsági regénynek minősítette a művet akcióorientált cselekménye miatt. A nagyközönség elismerése és Linna határozottsága azonban végül legyőzte a kritikákat.
Az 1950-es évek közepén Linna Hämeenkyröbe költözött, és növénytermesztéssel kezdett foglalkozni. 1959-ben jelent meg A Sarkcsillag alatt első kötete, ami szép sikert aratott. A második részt 1960-ban, a harmadikat 1963-ban adták ki; a harmadik részt 1963-ban az Északi Tanács Irodalmi Díjával jutalmazták. A trilógia a századfordulótól a második világháborúig tartó időszakot, ezen belül a finn polgárháborút ábrázolja egy parasztcsalád életén keresztül. 1964-ben Linna eladta a farmot, és visszaköltözött Tamperébe, de a textilgyárba már nem tért vissza, mivel az anyagi sikerek után már megengedhette magának, hogy életét teljesen az irodalomnak szentelje.
1965-ben a tamperei egyetem díszdoktori címet adományozott neki, 1969-ben a Jussi-díj különkiadásával tisztelték meg A Sarkcsillag alatt megfilmesítése kapcsán, 1980-ban pedig az Akadémia dísztagjává választották.
1984-ben stroke-ot szenvedett, és elvesztette beszédképességét. Valamivel ezután rákos lett, ami végül az 1992. április 21-i halálához vezetett.

## Művei
- Päämäärä (1947)
- Musta rakkaus (1948)
- Messias, (1953, befejezetlen)

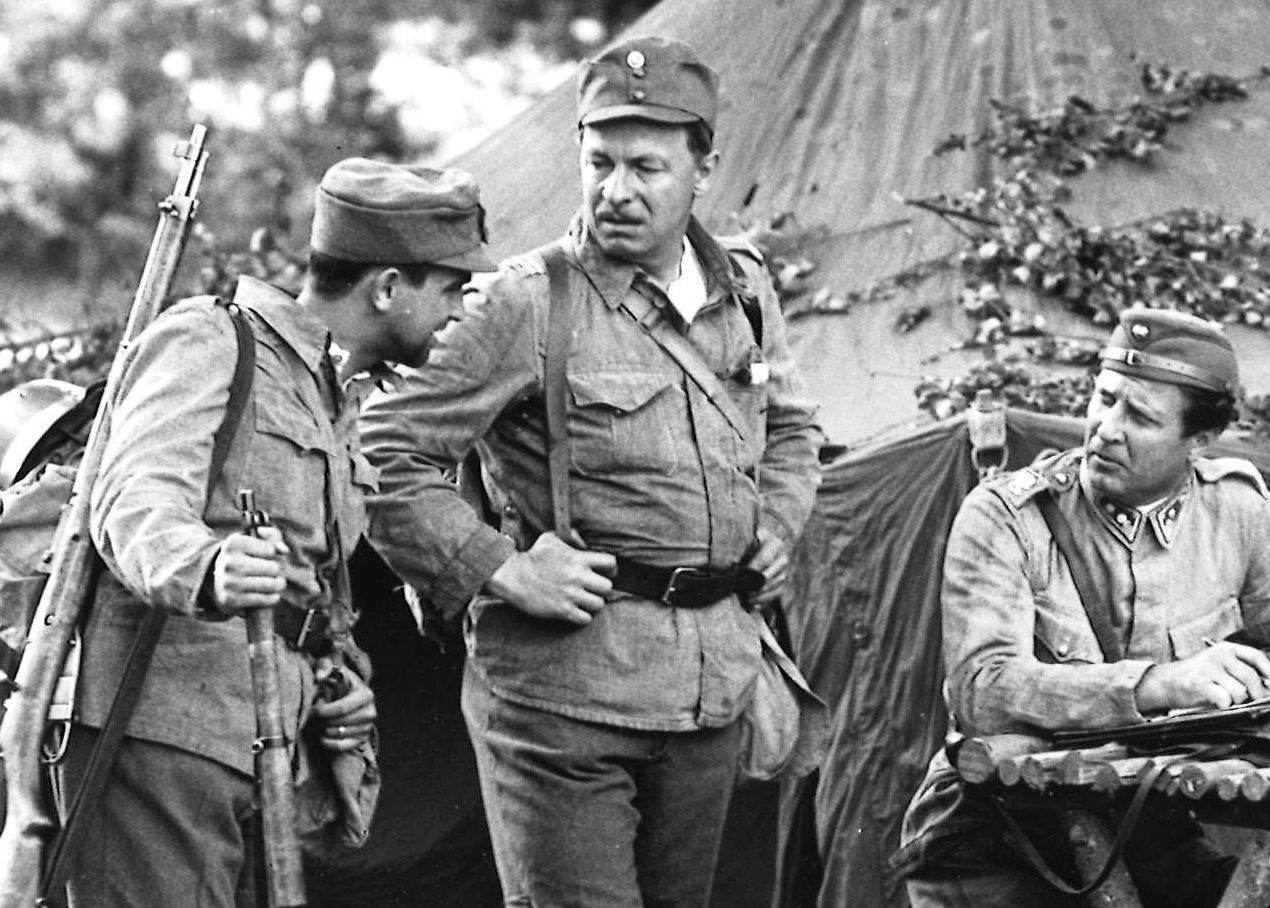
Az ismeretlen katona színházi előadása, 1964, Tampere

- Tuntematon sotilas (Az ismeretlen katona, 1954)
- Täällä Pohjantähden alla I–III (A Sarkcsillag alatt, 1959–1963)
- Oheisia (1967)
- Murroksia (1990)
- Sotaromaani (Az ismeretlen katona cenzúrázatlan változata, 2000)

### Magyarul
- A sarkcsillag alatt; ford. Erdődi József; Európa, Bp., 1963
- Az ismeretlen katona; ford. Bereczki Gábor; Magvető, Bp., 1982 (A finn irodalom könyvtára)
- Életünk célja és... Mäkinen Valte felnőtté válásának története; ford. Kádár György, Kádár Ildikó, utószó Kádár György; Püski, Bp., 2013

## Utóélete

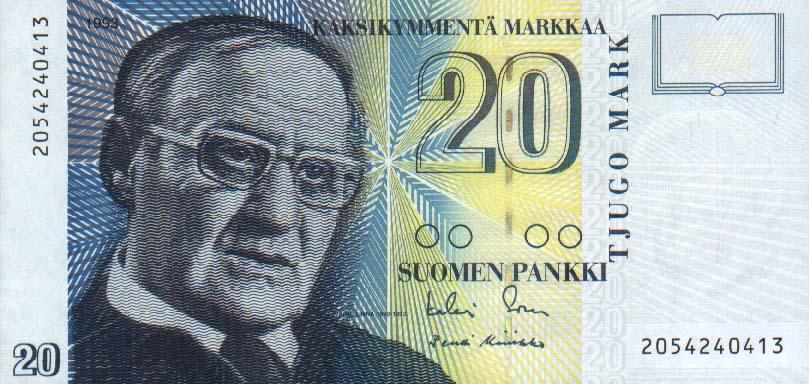
Väinö Linna a 20 márkás bankjegyen

Linna társadalmi realizmusa nagy hatással volt a finn társadalmi, szociális és kulturális életre. Regényei bekerültek a finnirodalmi kánonba a Kalevala, A hét testvér és más klasszikus művek mellé. A műveiből származó idézetek szólássá váltak; A Sarkcsillag alatt kezdő mondatát a legtöbb finn felismeri. Az ismeretlen katona a finn függetlenség jelképe lett, és a regényből készített filmet minden évben műsorra tűzi a televízió a függetlenség napján. Egy 2013-ban végzett internetes közvéleménykutatás során A Sarkcsillag alatt a hatodik helyen végzett a legjobbnak tartott finn könyvek sorában.
Az 1993-ban bevezetett 20 márkás bankjegy Linnát ábrázolta.
Műveiből több film készült:
- Az ismeretlen katona, 1955, rendező Edvin Laine
- Musta rakkaus, 1957, rendező Edvin Laine
- Sven Tuuva, 1958, rendező Edvin Laine
- A Sarkcsillag alatt, 1968, rendező Edvin Laine
- Akseli és Elina, 1970, rendező Edvin Laine
- Väki ilman valtaa (TV-film, 1977), rendező Eila Arjoma
- Az ismeretlen katona, 1985, rendező Rauni Mollberg
- Pentinkulman naiset (TV-film, 2005), rendező Eija-Elina Bergholm
- Az ismeretlen katona (TV-film, 2009), rendező Mikko Kuparinen, Kristian Smeds
- A Sarkcsillag alatt, 2009, rendező Timo Koivusalo
- A Sarkcsillag alatt 2., 2010, rendező Timo Koivusalo
- Az ismeretlen katona, 2017, rendező Aku Louhimies (a cenzúrázatlan kiadás alapján)

## Fordítás
- Ez a szócikk részben vagy egészben  a   Väinö Linna című angol Wikipédia-szócikk ezen változatának fordításán alapul.  Az eredeti cikk szerkesztőit annak laptörténete sorolja fel. Ez a jelzés csupán a megfogalmazás eredetét és a szerzői jogokat jelzi, nem szolgál a cikkben szereplő információk forrásmegjelöléseként.